# Compagnies méharistes sahariennes
Les compagnies méharistes sahariennes (de méhari, le dromadaire de monte saharien) étaient des unités de l'armée française destinées à contrôler les territoires du Sahara français à l'époque de l'Algérie française.
Utilisant des dromadaires dans ces régions où les premières automobiles ne pouvaient pas s'aventurer, elles furent désignées sous le nom de compagnies ou escadrons méharistes.
Véritables sentinelles du désert, ces compagnies furent alors chargées de la pacification des zones touareg, des travaux topographiques, de la surveillance des caravanes et des pistes, de la surveillance des frontières, etc.

## Création
Un régiment de dromadaires avait déjà été créé par Napoléon Bonaparte pendant la Campagne d'Égypte entre 1799 et 1801.
Des expérimentations d'unités mobiles, montées sur mulets et dromadaires, eurent lieu entre 1843 et 1848, mais les nécessités opérationnelles ne justifièrent pas alors la pérennisation de ce type de fonctionnement.
Les premières unités méharistes existèrent dès 1885 (créées à l'occasion du soulèvement du Sud-oranais) et furent organisées sur la bases d'unités de 250 hommes articulées en deux pelotons de deux sections. Elles étaient alors équipées d'un mulet pour deux combattants, le mulet portant les paquetages ainsi qu'un soldat, celui-ci alternant avec son binôme, permettant ainsi une rapidité propice aux grandes distances à parcourir.
L'organisation de compagnies méharistes a été mise au point par le commandant Laperrine en se fondant sur le fait que, pour lutter contre des nomades, il fallait employer des nomades. Elles furent officiellement créées à partir de 1901.

## Historique des garnisons, campagnes et batailles
Leurs noms, nombres, localisations et rattachement évoluèrent avec le temps. Ces unités étaient des unités de réserve générale (c'est-à-dire sans rattachement à un territoire précis).
La loi du 30 mars 1902 porta création de cinq compagnies sahariennes respectivement basées à Fort-Polignac (Tassili), Tindouf, El Oued, Adrar et Tamanrasset. Ces compagnies étaient commandées par des officiers des Affaires indigènes et dépendaient de la direction de l'infanterie. Elles étaient autonomes et comptaient environ 68 méharis.
Des compagnies sahariennes portées furent quant à elles créées à Ouargla, Colomb-Béchar et Ain Sefra, Laghouat et Sebha au sein de la Légion étrangère (CSPL). Plus tard, ces compagnies furent fusionnées pour donner naissance à quatre CSPL.
L'équivalent en Afrique est le groupe nomade, formé à partir de 1926 et rattaché aux troupes coloniales,. Trois compagnies méharistes (puis compagnies légères du désert) sont également créées pendant le mandat français sur la Syrie : 1re compagnie à Palmyre, 2e à Deir ez-Zor et 3e à Dmeir. 

## Les unités sahariennes de la Légion étrangère

### 1recompagnie

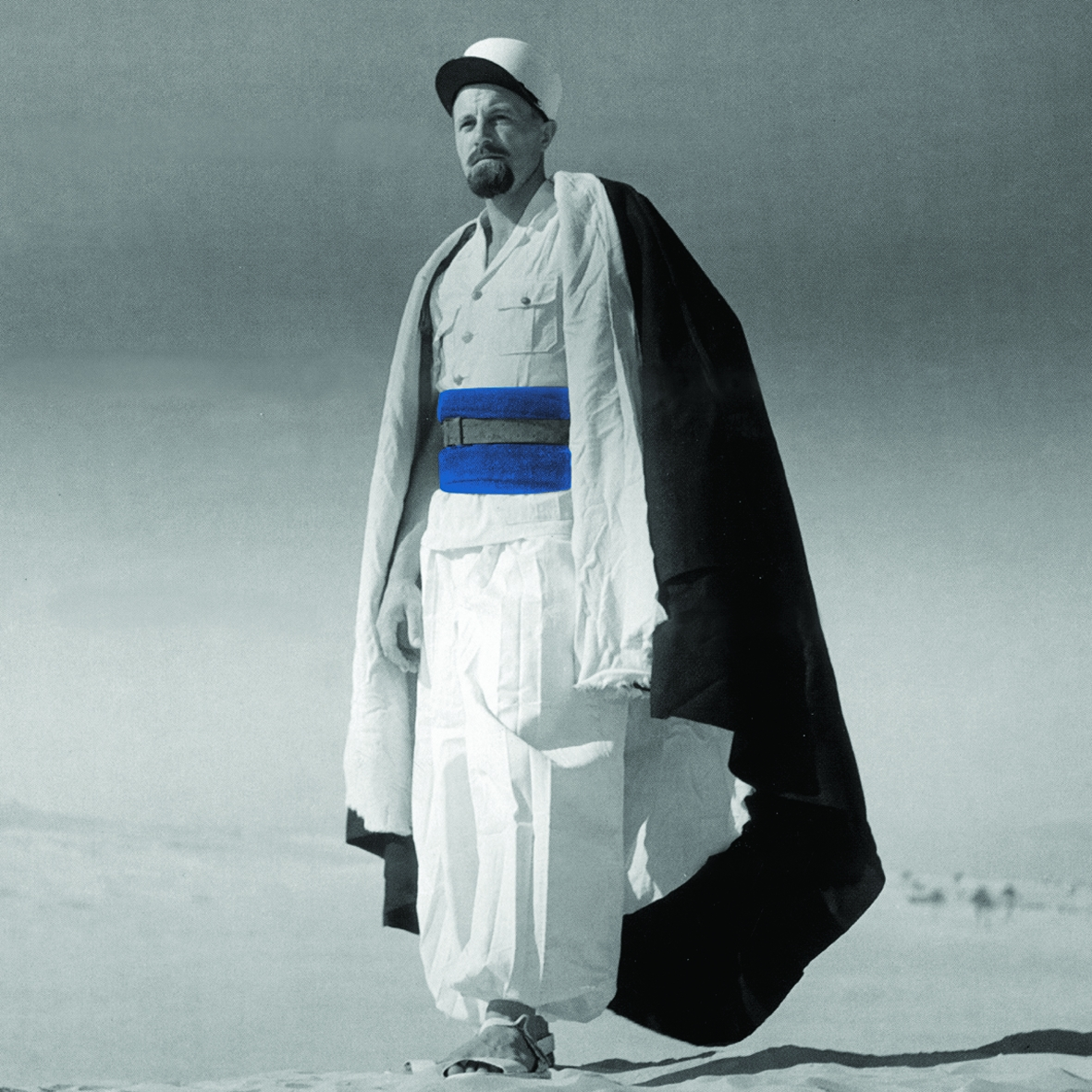
Tenue d'un légionnaire des CSPLE

le 1er novembre 1940, la compagnie automobile du 1er REI devient autonome et prend le nom de compagnie saharienne portée de la Légion étrangère (CSPL). Sa garnison est située tout d'abord à Tabelbala puis à Aïn Sefra à partir de mars 1944.
Le 15 mars 1946, elle se scinde en deux et donne naissance aux 1re et 2e CSPL. La 1re CSPL s'implante à Fort-Flatters en 1955 puis à Ksar El Hirane en 1960. Le 1er janvier 1961, la 1re CSPL devient le 1er escadron saharien porté de la Légion étrangère (1er ESPLE)

### 1erescadron
Équipé de blindés légers il est assimilé à une unité de l'arme blindée cavalerie.
Cette unité forme corps et est indépendante au même titre qu'un régiment, tant dans son équipement que dans ses missions. L'escadron est stationné à Ksar El Hirane, près de Laghouat et effectue des tournées de police dans le désert ainsi que des raids éclairs sur des positions repérées de l'ennemi.
En 1961, à l'issue du putsch des généraux, l'escadron reçoit la mission d'assurer la surveillance des personnalités civiles et militaires arrêtées avant leur rapatriement en France.
En août 1962, le 1er ESPLE perd trois hommes, dont le lieutenant Gélas, qui seront les derniers morts français de la Guerre d'Algérie.
Stationné à Reggane et à Aoulef à partir de juillet 1962, l'escadron est dissous et intégré au 2e régiment étranger d'infanterie le 1er mars 1963, date à laquelle il devient la 7e compagnie portée du régiment.
Commandants du 1er ESPLE
- capitaine Gaud : 1er janvier 1961 - 18 mai 1961
- lieutenant Lajouanie : 18 mai 1961 - fin juin 1961 (interim)
- capitaine Vonderheyden : fin juin 1961 - 31 mai 1962
- capitaine Sukic : 1er mai 1962 - 1er mars 1963

### 2ecompagnie
La 2e CSPL est créée le 15 mars 1946 par dédoublement de la CSPL et s'installe à Ouargla puis en 1948 à Laghouat.
En 1954, elle intervient à Gafsa en Tunisie puis participe à la guerre d'Algérie.
La compagnie est dissoute le 31 mars 1963 et devient la 1re compagnie portée du 4e REI.

### 3ecompagnie
La 3e CSPL est créée le 1er février 1949 en Algérie à Sidi-bel-Abbès et s'implante au Fort Leclerc près de l'oasis de Sebha où elle est chargée de la surveillance du Fezzan jusqu'en 1956 avant de rejoindre le département des Oasis.
L'unité est dissoute le 31 mars 1963 et devient la 7e puis 3e compagnie portée du 4e REI.
Le poète Pierre-Eugène Bourgin qui signait ses œuvres sous le pseudonyme de Von Palaïeff a servi dans cette unité.

### 4ecompagnie
La 4e CSPL est formée le 1er janvier 1956 à Aïn-Sefra à partir de la 24e CPLE dissoute à cette même date. Elle s'implante ensuite à Colomb-Béchar à compter de 1957.
Elle est dissoute le 31 mars 1963 et devient la 2e compagnie portée du 2e REI.

### Les insignes de poitrine

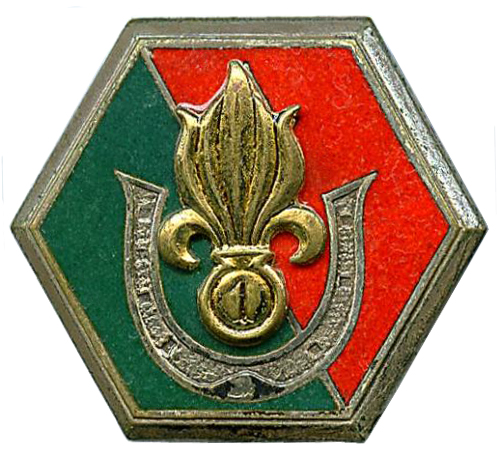
1re CSPL
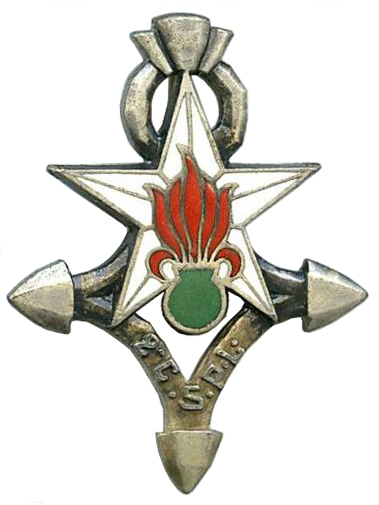
2e CSPL
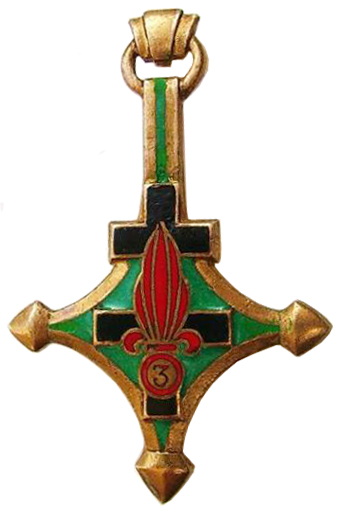
3e CSPL
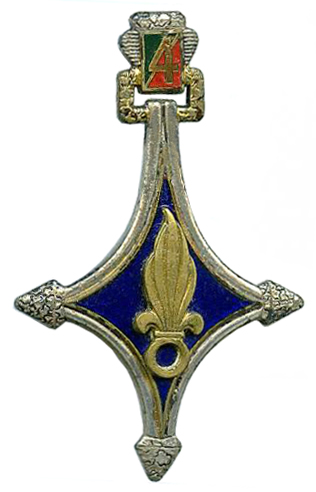
4e CSPL
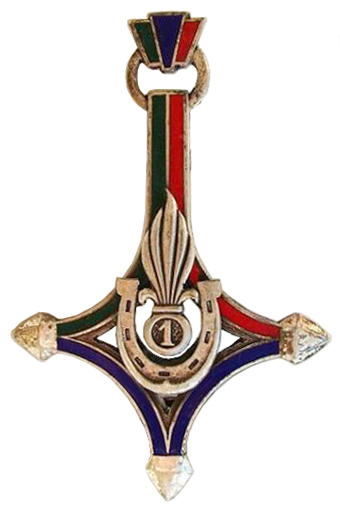
1er ESPLE

## Organisation

### Compagnies méharistes
À leur création en 1902, quatre de ces compagnies étaient composées de fantassins montés et de méharistes (montés sur des dromadaires ou méharis) alors que la cinquième disposait de véhicules adaptés au désert.
Ces compagnies peuvent être en configuration normale ou réduite. Elles se composent alors d'un peloton de commandement et de deux ou trois pelotons de méharistes pour effectif total de 142 ou 178 hommes.

### Compagnies sahariennes portées (CSP)
Ces compagnies sont toutes les cinq organisées selon la même structure :
- 1 section de commandement
- 1 peloton d'automitrailleuses
- 3 sections portées de fusiliers-voltigeurs
- 1 section de canons de 75 mm (sans doute le Canon de 75 Modèle 1897)

Elles comptent 195 hommes avec des automitrailleuses M8 Greyhound, et des camions légers Dodge 4x4 et 6x6..

### Groupement saharien d'annexes
- Groupement saharien d'annexe d'Algérie

En Algérie, quatre groupes sahariens d'annexe constituent des forces de police affectées en renfort aux postes des territoires du Sud. Ils sont en général stationnés à Touggourt, Colomb-Béchar, Laghouat et Ouargla et comptent chacun environ 320 hommes.
- Groupement saharien du Sud tunisien

Ce groupement, qui comporte un peloton de commandement, trois pelotons méharistes et quatre pelotons motorisés, compte environ 720 hommes, tous grades confondus, plus de 100 dromadaires et 80 véhicules.

### Compagnie saharienne d'infanterie duFezzan
Cette unité fut créée par la France après la Seconde Guerre mondiale pour contrôler cette ancienne colonie italienne. Elle est stationnée à Sebha et compte plus de 300 hommes et de nombreux véhicules.

## Inscriptions portées sur le drapeau
Il porte, cousues en lettres d'or dans ses plis, les inscriptions suivantes :
- In Salah 1900[5],[6]
- Tit 1902
- Esseyen 1913[7]
- Ghat 1943
- AFN 1952-1962

## Uniforme
Les uniformes des Compagnies Sahariennes (CSPLE) sont issus à la fois des traditions de la Légion étrangère et de celles des premières unités méharistes. Ils comprennent :
- un képi blanc pour la troupe et à bandeau noir et fond rouge pour les Officiers et les Sous-officiers
- une vareuse à manches courtes en toile blanche
- des épaulettes de tradition "vertes à tournantes et franges rouges pour la troupe et à tournante or pour les Sous officiers"
- un sarouel, pantalon ample, noir (pour la 2e Cie) ou blanc (pour les autres Cies)
- une cape, le burnous, en drap noir doublé de blanc selon l'unité
- une djalabah (en tenue de service) en poils de chameau
- la ceinture bleue de la Légion portée sous le ceinturon et le baudrier
- un ceinturon et un baudrier porte-cartouche en cuir formant un V sur la poitrine et dans le dos
- des sandales, les nails.

Après la Seconde Guerre mondiale, cet uniforme ne sera plus utilisé que comme uniforme de parade et devint kaki uni, y compris le képi.